# Grupo Elektra
Grupo Elektra, S.A.B. de C.V. es un conglomerado de empresas con sede en la Ciudad de México, dedicado al retail y a los servicios financieros. Fundado en 1950 por Hugo Salinas Price, el grupo opera actualmente más de siete mil puntos de contacto en México, los Estados Unidos y Centroamérica, y cuenta con dos divisiones empresariales: el negocio comercial y el financiero. Su empresa matriz es Grupo Salinas, un conjunto corporativo con intereses en diversos sectores económicos.
La división comercial de Grupo Elektra está conformada por las empresas Elektra, Italika y Salinas y Rocha, mientras que su división financiera la componen las compañías Banco Azteca, Seguros Azteca, Punto Casa de Bolsa, Purpose Financial y Afore Azteca, que ofrece productos como créditos personales, cuentas de ahorro, tarjetas, seguros y servicios digitales.

## Historia
Los inicios del Grupo Elektra se remontan a 1950, año en el que el empresario Hugo Salinas Price inició un pequeño negocio con una tienda de electrodomésticos en Monterrey, Nuevo León. Aunque inicialmente la empresa se especializaba en equipos de radio, con el paso del tiempo incluyó otros productos en su catálogo como muebles, televisores y accesorios para el hogar, lo que permitió abrir nuevos puntos de contacto alrededor del país.
Inicialmente, Elektra solamente ofrecía servicios a mayoristas, pero ante el decrecimiento de este modelo, decidió especializarse en el comercio minorista o de retail y en las ventas a crédito. A mediados de la década de 1980, Salinas Price cedió la gestión de la compañía a su hijo Ricardo Salinas Pliego, quien tomó el cargo como presidente en 1987. Tras lograr la expansión internacional, en 1993 la empresa hizo su primera oferta en la Bolsa Mexicana de Valores.
Ese mismo año, la compañía adquirió el organismo estatal mexicano conocido como Imevisión, el cual dio paso a TV Azteca. Seis años después, la empresa se hizo con el 94.3% de las acciones de la cadena de tiendas Salinas y Rocha, y en 2002 fundó el Banco Azteca, una entidad financiera enfocada en el segmento poblacional desatendido por la banca tradicional.
En 2004, puso en marcha Seguros Azteca y, el mismo año, incursionó en el negocio de las motocicletas con el lanzamiento de la marca Italika. A inicios de 2012, se anunció que el grupo había llegado a un acuerdo para adquirir el proveedor de préstamos no bancarios Advance America (conocido actualmente como Purpose Financial), con el objetivo de expandir sus operaciones en Estados Unidos. También, en 2012, inició operaciones Punto Casa de Bolsa, una institución bursátil de inversión para pequeñas y medianas empresas.
En diciembre de 2024, los accionistas aprobaron el desliste de Grupo Elektra de la Bolsa Mexicana de Valores, a fin de reorganizar la empresa y fortalecer sus capacidades digitales, financieras e internacionales. Esta decisión fue aprobada por más del 95% de los accionistas durante una asamblea extraordinaria realizada el mismo día. Según la empresa, el desliste tiene como objetivo reorganizar y fortalecer sus capacidades digitales, financieras e internacionales, maximizando su valor real.
Como parte de este proceso, se designó un nuevo Consejo de Administración, presidido por Pedro Padilla Longoria, con Gabriel Alfonso Roqueñí Rello como director general.

## División comercial

### Tiendas Elektra
Elektra es el formato de tiendas más importante del Grupo. Cuenta con más de 1.200 puntos de contacto distribuidos en México, Honduras y Guatemala, y distribuye productos como electrodomésticos, electrónica de consumo, sistemas de cómputo, telefonía móvil y mobiliario. Estos productos están enfocados en los segmentos C y D+ de la población, representados por los estratos medios y bajos. Según datos de la cadena, Elektra vende en promedio uno de cada cuatro televisores, uno de cada cinco refrigeradores y siete de cada diez motocicletas en México.

### Italika
Italika es la marca de motocicletas ensambladas y distribuidas por Grupo Elektra, con modelos orientados a transporte urbano y de trabajo. La marca inició operaciones en noviembre de 2004 en alianza con el fabricante surcoreano Hyosung. En 2008 inauguró una planta de ensamblaje en Toluca y, para 2011, ya había vendido un millón de unidades en el país. Para el año 2014, Italika había logrado comercializar dos millones de motocicletas. De acuerdo con la revista Forbes, la marca «se comercializa en mil tiendas Elektra y en 2 500 puntos de venta de terceros». En el primer trimestre de 2025, Italika mantuvo el liderazgo del mercado nacional con más del 50 % de participación, consolidándose como la marca más vendida de motocicletas en México.

### Salinas y Rocha
Salinas y Rocha es una cadena de tiendas fundada en 1906 por Benjamín Salas Westrup que fue adquirida por el Grupo en 1999 a través de una subasta. A diferencia de las tiendas Elektra, los productos de Salinas y Rocha se enfocan en los estratos socioeconómicos C+ y C.

## División financiera

### Banco Azteca

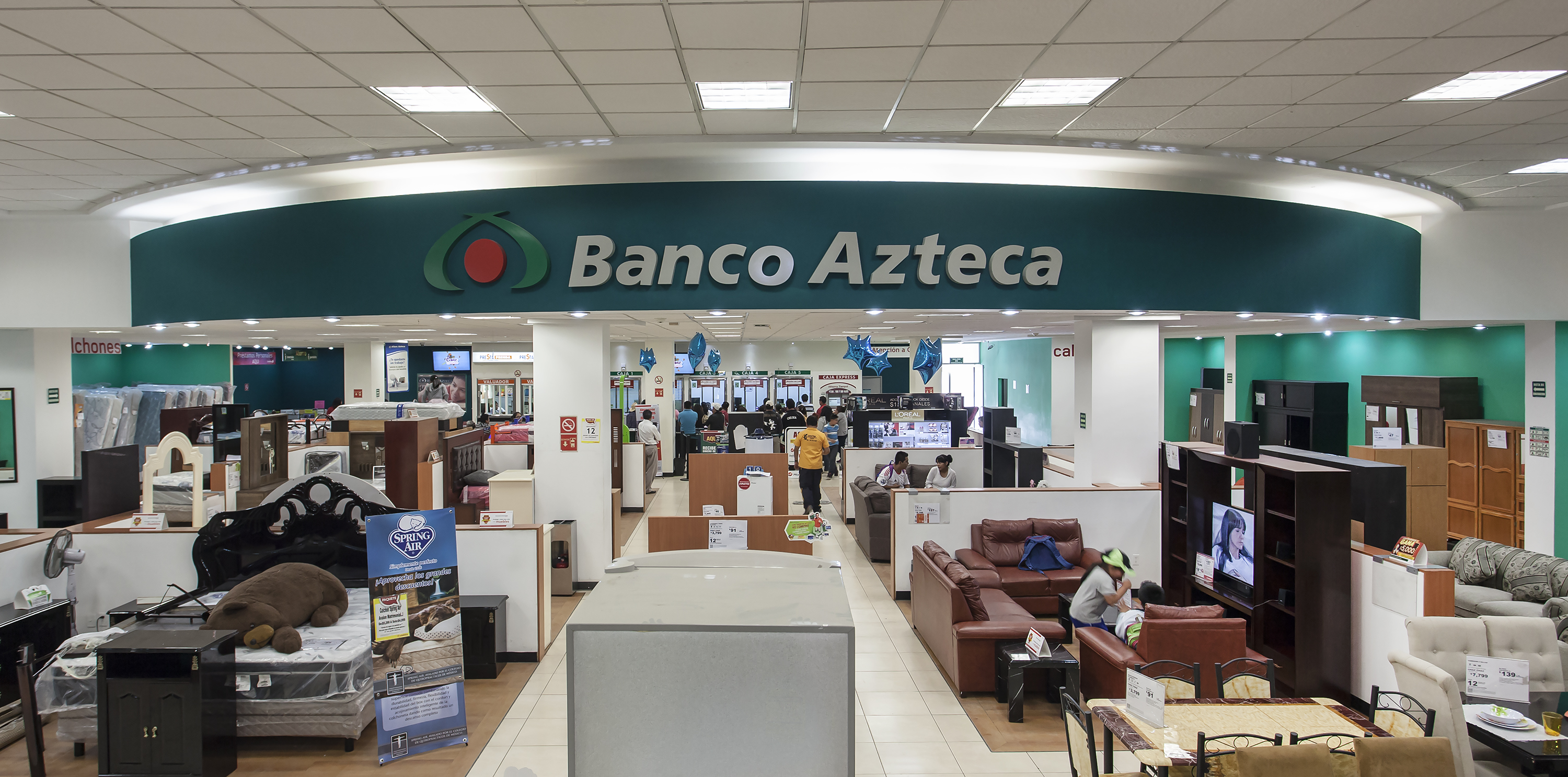
Entrada de una de las sucursales del Banco Azteca

Banco Azteca es una entidad bancaria enfocada en estratos medios y bajos de la población que inició operaciones en 2002. De acuerdo con los canales oficiales de la institución, el banco contaba con cerca de dos mil sucursales para el año 2022, distribuidas en México y América Central. Seguros Azteca, una compañía filial de Banco Azteca, otorga seguros de vida y de riesgo a la misma población objetivo. Por su parte, Afore Azteca ofrece servicios de administración de fondos para el retiro, con el apoyo de la amplia distribución geográfica del Grupo.

### Punto Casa de Bolsa
Punto Casa de Bolsa es una subsidiaria bursátil cuyas operaciones están enfocadas en pequeñas y medianas empresas y en personas naturales. Tras obtener autorización de la Comisión Nacional Bancaria y de Valores en 2011, la compañía inició su operación en 2012 con servicios de promoción institucional y, un año después, puso en marcha servicios en la banca de inversión. En 2015, logró una alianza estratégica con el conglomerado surcoreano Samsung para el lanzamiento de su aplicación móvil, denominada Punto Trader. En enero de 2020, la compañía obtuvo la autorización para operar como distribuidora de fondos de inversión por parte de la CNVB.

### Purpose Financial
Fundada en 1997 con el nombre de Advance America, esta empresa de préstamos no bancarios fue adquirida por el Grupo Elektra en 2012, con el objetivo de expandir sus operaciones a los Estados Unidos. La compañía, que tiene como objetivo brindar opciones de crédito a consumidores sin la intermediación de las entidades bancarias, es uno de los miembros fundadores de la Asociación de Servicios Financieros de la Comunidad en América.

## Sustentabilidad y valores corporativos
En 2018, el Grupo se adhirió al Pacto Mundial de las Naciones Unidas como parte del Grupo Salinas en referencia a sus diez principios en áreas relacionadas con los derechos humanos, el trabajo, el medio ambiente y la corrupción. De acuerdo con cifras oficiales, Elektra ha invertido 113 millones de pesos mexicanos en gestión ambiental y el 35% de la energía que usa en sus procesos proviene de fuentes renovables. La compañía adoptó, igualmente, las recomendaciones del Task Force on Climate Related Financial Disclosures para el «análisis de riesgos y oportunidades de cambio climático». En 2022, Banco Azteca, Elektra e Italika fueron reconocidas con el distintivo de Empresa Socialmente Responsable (ESR), otorgado por el Centro Mexicano para la Filantropía (CEMEFI).
Grupo Elektra ha colaborado directamente con la Fundación Azteca, una organización de responsabilidad social corporativa fundada en 1997 por el Grupo Salinas, en diversos programas de vinculación social y protección del medio ambiente en México y Centroamérica.

## Premios y reconocimientos
| Año  | Premio y/o organizador  | Categoría                                                                 | Ref.   |
| ---- | ----------------------- | ------------------------------------------------------------------------- | ------ |
| 2018 | eCommerce Awards México | Líder el eCommerce en retail en México                                    | [ 34 ] |
| 2022 | Distintivo ESR          | Parte de la lista de las empresas líderes en sustentabilidad              | [ 35 ] |
| 2023 | Revista Time y Statista | Parte de la lista de las mejores compañías del mundo en 2023              | [ 36 ] |
| 2024 | AMCO                    | Grupo Elektra fue reconocido como la marca más premiada de 2024 por AMCO. | [ 37 ] |

## Principales indicadores de Grupo Elektra
|  | (Millones de pesos mexicanos) |
|  | ----------------------------- |

|                                 | 2014    | 2015     | Crecimiento |
| ------------------------------- | ------- | -------- | ----------- |
| Ingresos consolidados           | $73,629 | $75,902  | 3%          |
| EBITDA                          | $9,479  | $10,734  | 13%         |
| Captación consolidada           | $93,147 | $100,573 | 8%          |
| Índice de morosidad consolidado | 9%      | 6.1%     |             |